# Greenwoodella
 (novembre 2020).
Greenwoodella tockensis
Genre
Espèce
Greenwoodella est un genre éteint de poissons osseux de l’ordre également éteint des Crossognathiformes. Il n'est représenté que par une seule espèce, Greenwoodella tockensis.

## Systématique
Le genre Greenwoodella et l'espèce Greenwoodella tockensis ont été décrits en 1973 par Louis Paul Taverne (d) et Peter-Helmut Ross (d).

## Publication originale
- (de) L. Taverne et P.H. Ross, « Fischreste aus dem Töck (Unter-Aptien) von Helgoland », Meyniana, Allemagne, vol. 23,‎ 1973, p. 99-111 (ISSN 0076-7689).